# Pita Limjaroenrat

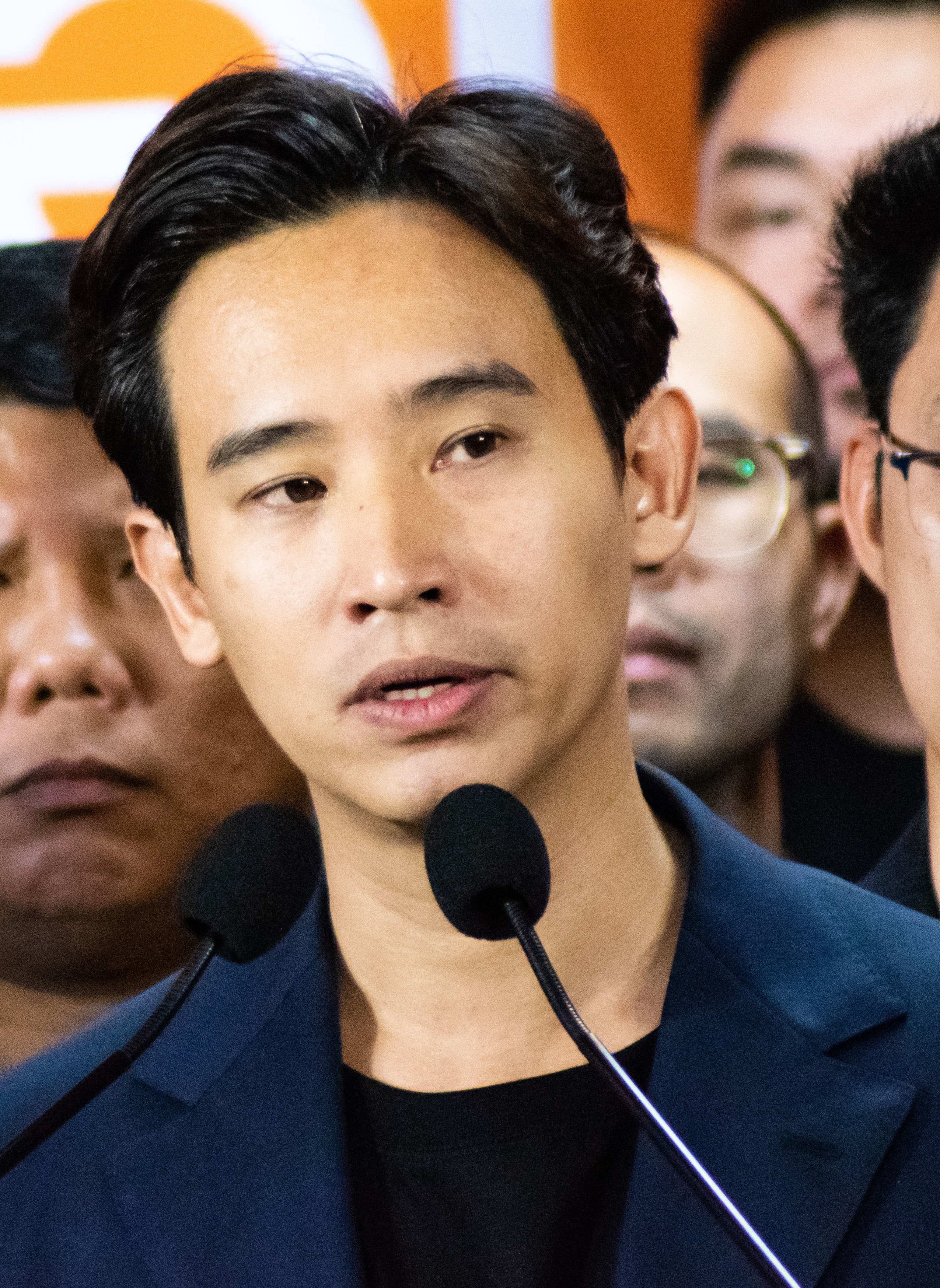
Pita Limjaroenrat (2020)

Pita Limjaroenrat (thailändisch พิธา ลิ้มเจริญรัตน์, RTGS Phitha Limcharoenrat [pʰí.tʰaː lím.tɕà.rɤːn.rát], genannt „Tim“ ทิม [tʰim]; * 5. September 1980 in Bangkok) ist ein thailändischer Unternehmer und Politiker. Er war von 2019 bis 2024 Mitglied des thailändischen Repräsentantenhauses und von 2020 bis 2023 Vorsitzender der Fortschrittspartei.

## Leben
Pita ist der Sohn von Pongsak und Linlada Limjaroenrat. Seiner Familie gehört der Mehrheitsanteil der Firma CEO Agrifood, die Reisöl herstellt. Er besuchte das Bangkok Christian College, bis sein Vater ihn mit 12 Jahren zum weiteren Schulbesuch nach Neuseeland schickte, wo er in einer Gastfamilie in der Nähe von Hamilton (Waikato) aufwuchs. Nach dem Bachelorstudium der Betriebswirtschaftslehre (Finanz- und Bankwesen) an der Thammasat-Universität, das er 2002 mit Auszeichnung abschloss, ging er zum weiteren Studium in die USA. 
Als er 25 Jahre alt war, starb sein Vater. Pita kehrte nach Thailand zurück und übernahm die Leitung des familieneigenen Unternehmens. Von 2008 bis 2011 absolvierte er einen Master of Public Policy an der Harvard Kennedy School und einen Master of Business Administration an der MIT Sloan School of Management. Von 2017 bis 2018 war er Geschäftsführer von Grab Thailand, Anbieter einer Super-App für Personenbeförderung, Lebensmittel-Lieferdienste und digitale Bezahlung.
Von 2012 bis zur Scheidung 2019 war Pita mit der Schauspielerin Chutima Teepanart verheiratet. Die beiden haben eine 2016 geborene Tochter.

### Politische Karriere
Bei der Parlamentswahl in Thailand 2019 wurde Pita auf der Liste der linksliberalen Partei Neue Zukunft ins thailändische Repräsentantenhaus gewählt. Nachdem die Partei im Februar 2020 vom Verfassungsgericht aufgelöst worden war, wechselten die meisten ihrer Abgeordneten zur Fortschrittspartei (Phak Kao Klai), deren Vorsitz Pita einen Monat später übernahm. 
Er trat als Spitzenkandidat zur Parlamentswahl im Mai 2023 an, bei der die Fortschrittspartei stärkste Kraft wurde. Er hat eine Abschaffung der Wehrpflicht und eine Änderung des strengen Majestätsbeleidigungsgesetzes, wegen dem viele Aktivisten und Oppositionelle in Haft sitzen, versprochen. Im Juli 2023 erlangte Pita allerdings aufgrund der zusätzlichen 250 militärischen Senatoren in der Nationalversammlung nicht genügend Stimmen bei seiner Wahl zum Premierminister. Im selben Monat stimmte das Parlament mit einer Mehrheit von 394 zu 312 Stimmen für einen Vorschlag aus dem Senat, Pita nicht zu einem weiteren zweiten Wahlgang zuzulassen. Zudem urteilte das Verfassungsgericht, dass das Mandat Pitas aufgrund von anhaltenden Ermittlungen ausgesetzt wird. Die Wahlkommission Thailands warf ihm vor, dass er Anteile an einem Medienunternehmen während des Wahlkampfes besessen hätte. Dies wäre ein Verstoß gegen die thailändischen Wahlkampfvorschriften. Pita hatte von seinem Vater einen Anteil von 0,0035 % der Aktien des einstigen Fernsehsenders iTV geerbt, der aber schon seit 2007 kein Programm mehr sendete.
Aufgrund der laufenden Verfahren gegen ihn trat Pita im September 2023 vom Parteivorsitz zurück, da er durch seine Suspendierung als Abgeordneter nicht in der Lage war, die Aufgabe des parlamentarischen Oppositionsführers zu erfüllen. Neuer Parteivorsitzender wurde der bisherige Generalsekretär der Fortschrittspartei Chaithawat Tulathon. Pita behielt jedoch als „Chefberater“ der Partei eine führende Rolle. In dem Verfahren wegen des angeblichen Verstoßes gegen das Wahlgesetz sprach das thailändische Verfassungsgericht Pita im Januar 2024 frei: Da iTV seit 2007 kein aktives Mediengeschäft mehr betrieben hatte, widersprach sein Besitz von Aktien dieses Unternehmens auch nicht den Wahlkampfregeln. Dadurch wurde seine Suspendierung aufgehoben und er konnte wieder sein Mandat im Repräsentantenhaus wahrnehmen. Trotz einer angedrohten Auflösung der Fortschrittspartei wegen des Vorwurfs, die Monarchie und die nationale Sicherheit zu untergraben, erfreuten sich Pita und seine Partei hoher Beliebtheit in der Bevölkerung. Im August 2024 verfügte das Verfassungsgericht die Auflösung der Partei und schloss führende Vertreter der Partei, darunter Pita, für zehn Jahre von politischen Ämtern und Mandaten aus.